# Ahmed Abou-Risha
Ahmed Abou-Risha (né en 1969) est une personnalité politique irakienne appartenant à la fratrie d'Abdul Sattar Buzaigh al-Rishawi.

## Biographie
Ahmed Abpu-Risha est le principal leader, en Irak, des milices tribales Sahwa (ou « Mouvement du réveil ») . Il dirige depuis 2007 le Conseil du salut d'Anbar (en), coalition qui rassemble plus de 40 leaders tribaux , créée le 15 septembre 2006 et formée majoritairement d'anciens baasistes et nationalistes qui se sont engagés dans la lutte contre les extrémistes, permettant de rétablir l'ordre dans la province d'Al-Anbar, à l'ouest du pays, qui était l'une des plus dangereuses d'Irak dans les années ayant suivi l'invasion du pays par les États-Unis et l'un des bastions de l'insurrection antiaméricaine,. Selon Alain Rodier, le Conseil du Salut inclut des membres des Brigades de la révolution de 1920 ainsi que de l'Armée islamique en Irak, qui ont tous deux participé aux opérations guérillas.
C'est l'un des premiers sunnites à s'être rallié au gouvernement d'al-Maliki (majoritairement chiite à la suite de l'abstention des sunnites lors des élections de décembre 2005) et aux Américains, en 2006, engageant ses forces dans la province majoritairement sunnite d'Al-Anbar contre Al Qaida en Mésopotamie, dirigé par al-Zarqaoui . 
Il avait été élu à la tête du Conseil du salut en septembre 2007, remplaçant son frère cadet Abdul Sattar Buzaigh al-Rishawi, aussi appelé sheikh Abou-Risha, tué par une bombe à l'âge de 35 ans. Deux autres de ses frères ont disparu et n'ont jamais été retrouvés ; un autre est mort, et son père a été tué par Al Qaida en Mésopotamie en 2004. Le Conseil du salut avait aussi envoyé des hommes à Bagdad, qui avaient permis aux femmes de se libérer de l'emprise des islamistes djihadistes.
Le Conseil du salut d'Anbar a remporté les élections de janvier 2009 dans la province d'Al-Anbar, sa liste (l'Alliance nationale des Indépendants et du Réveil en Irak (en)), qui inclut en groupe minoritaire le Parti islamique irakien) obtenant 8 sièges sur 29. À l'été 2009, Ahmed Abou-Risha s'était rapproché d'al-Maliki à la suite de la création, par le Conseil suprême islamique irakien (chiite) d'une nouvelle coalition chiite sans Maliki.